# Missoum Sbih
Missoum Sbih est un haut fonctionnaire algérien né le 4 mars 1936 en Algérie.

## Biographie

### Carrière
À l'été 1962, il est nommé directeur de cabinet du délégué aux affaires administrative au sein de l'exécutif provisoire. En 1963, il entre à la présidence de la République algérienne en tant que directeur général de la fonction publique.
De 1964 à 1979, il est directeur général de l’École Nationale d’Administration (ENA).
De 2000 à 2005, il est conseiller juridique auprès du Président de la République algérienne.
Après obtention d’un doctorat en droit public de l’Université de Paris (Panthéon-Sorbonne), Missoum Sbih occupe de nombreuses hautes fonctions diplomatiques. Il est nommé ambassadeur d’Algérie en France le 5 novembre 2005 et remet ses lettres de créance le 7 novembre 2005.
En 2005, il remet également ses lettres de créance l’accréditant en sa qualité d’ambassadeur auprès de l’UNESCO. En 2006, il devient ambassadeur de son pays auprès de la Principauté d’Andorre, et l’année qui suit auprès de la Principauté de Monaco.

## Décorations
- Commandeur de la Légion d'honneur[8]

## Publications
- L'Enseignant au Maroc : législation et réglementation générale applicables aux membres de l'enseignement. Préface de M. Nacer el-Fassi, 1961.
- La Fonction publique, 1968, 231 p. (ASIN B07P1C3HNW, présentation en ligne)
- L’Administration publique algérienne, 1973 (présentation en ligne)
- Les institutions administratives du Maghreb: le gouvernement de l'Algérie, du Maroc, et de la Tunisie, Hachette, coll. « Collection du Centre maghrébin d'études et de recherches administratives », 1977, 285 p. (ISBN 978-2-01-002338-5)